# Koenraad Degroote
Koenraad Degroote (Kortrijk, 30 september 1959) is een Belgische Vlaams-nationalistischpoliticus voor N-VA.

## Biografie
Degroote woont in de Dentergemse deelgemeente Wakken. Hij ging naar de lagere school in Wakken en volgde daarna zijn humaniora Latijn-Grieks op het Sint-Jozefscollege in Kortrijk. Hij studeerde in 1982 af als licentiaat in de rechten aan de Universiteit van Gent en stichtte samen met zijn echtgenote een eigen advocatenkantoor. Hij is gehuwd en vader van twee dochters.
In 1982 werd hij verkozen als gemeenteraadslid in Dentergem, toen nog voor de fractie "Groep 82". In 1988 stichtte hij mee "Nu Eendracht", later "Eendracht", waarmee hij dat jaar de verkiezingen won en sinds januari 1989 onafgebroken burgemeester is. Na de gemeenteraadsverkiezingen van oktober 2024 begon Degroote aan zijn zevende termijn als burgemeester en werd hij de langst zetelende burgemeester van de provincie West-Vlaanderen.
Voor de N-VA was hij vanaf 2010 lid van de Kamer van volksvertegenwoordigers. Bij de verkiezingen van mei 2014 werd hij herkozen. In de Kamer hield hij zich vooral bezig met justitie en politiedossiers. In mei 2019 raakte Degroote vanop de vierde plaats van de West-Vlaamse N-VA-lijst niet meer herkozen als federaal volksvertegenwoordiger.
In 2014 kwam hij in opspraak als speecher op het Colloquium Joris Van Severen, waarvan hij tevens de receptie organiseerde.

## Publicaties
- Wakken in oude prentkaarten, 1974.
- De geschiedenis van het Wakkens muziekleven, 1981.
- De geschiedenis van het gerechtelijk kanton Oostrozebeke, 1986.